# Gran Premi d'Austràlia del 2015
El Gran Premi d'Austràlia de Fórmula 1 de la temporada 2015 es va disputar al circuit d'Albert Park, del 13 al 15 de març del 2015.

## Resultats de la qualificació
| Pos                  | No | Pilot            | Constructor          | Part 1      | Part 2   | Part 3   | Sortida |
| -------------------- | -- | ---------------- | -------------------- | ----------- | -------- | -------- | ------- |
| 1                    | 44 | Lewis Hamilton   | Mercedes             | 1:28.586    | 1:26.894 | 1:26.327 | 1       |
| 2                    | 6  | Nico Rosberg     | Mercedes             | 1:28.906    | 1:27.097 | 1:26.921 | 2       |
| 3                    | 19 | Felipe Massa     | Williams-Mercedes    | 1:29.246    | 1:27.895 | 1:27.718 | 3       |
| 4                    | 5  | Sebastian Vettel | Ferrari              | 1:29.307    | 1:27.742 | 1:27.757 | 4       |
| 5                    | 7  | Kimi Räikkönen   | Ferrari              | 1:29.754    | 1:27.807 | 1:27.790 | 5       |
| 6                    | 77 | Valtteri Bottas  | Williams-Mercedes    | 1:29.641    | 1:27.796 | 1:28.087 | 6       |
| 7                    | 3  | Daniel Ricciardo | Red Bull-Renault     | 1:29.788    | 1:28.679 | 1:28.329 | 7       |
| 8                    | 55 | Carlos Sainz Jr. | Toro Rosso-Renault   | 1:29.597    | 1:28.601 | 1:28.510 | 8       |
| 9                    | 8  | Romain Grosjean  | Lotus-Mercedes       | 1:29.537    | 1:28.589 | 1:28.560 | 9       |
| 10                   | 13 | Pastor Maldonado | Lotus-Mercedes       | 1:29.847    | 1:28.726 | 1:29.480 | 10      |
| 11                   | 12 | Felipe Nasr      | Sauber-Ferrari       | 1:30.430    | 1:28.800 |          | 11      |
| 12                   | 33 | Max Verstappen   | Toro Rosso-Renault   | 1:29.248    | 1:28.868 |          | 12      |
| 13                   | 26 | Daniïl Kviat     | Red Bull-Renault     | 1:30.402    | 1:29.070 |          | 13      |
| 14                   | 27 | Nico Hülkenberg  | Force India-Mercedes | 1:29.651    | 1:29.208 |          | 14      |
| 15                   | 11 | Sergio Pérez     | Force India-Mercedes | 1:29.990    | 1:29.209 |          | 15      |
| 16                   | 9  | Marcus Ericsson  | Sauber-Ferrari       | 1:31.376    |          |          | 16      |
| 17                   | 22 | Jenson Button    | McLaren-Honda        | 1:31.422    |          |          | 17      |
| 18                   | 20 | Kevin Magnussen  | McLaren-Honda        | 1:32.037    |          |          | 18      |
| 107% temps: 1:34.787 |    |                  |                      |             |          |          |         |
| DNP                  | 28 | Will Stevens     | Marussia-Ferrari     | Sense temps |          |          |         |
| DNP                  | 98 | Roberto Merhi    | Marussia-Ferrari     | Sense temps |          |          |         |
| Font:                |    |                  |                      |             |          |          |         |

## Resultats de la Cursa
| Pos     | No | Pilot            | Constructor          | Voltes | Temps / Retirada   | Pos.Sortida | Punts |
| ------- | -- | ---------------- | -------------------- | ------ | ------------------ | ----------- | ----- |
| 1       | 44 | Lewis Hamilton   | Mercedes             | 58     | 1h 31' 54. 067     | 1           | 25    |
| 2       | 6  | Nico Rosberg     | Mercedes             | 58     | + 1.360 s          | 2           | 18    |
| 3       | 5  | Sebastian Vettel | Ferrari              | 58     | + 34.523 s         | 4           | 15    |
| 4       | 19 | Felipe Massa     | Williams-Mercedes    | 58     | + 38.196 s         | 3           | 12    |
| 5       | 12 | Felipe Nasr      | Sauber-Ferrari       | 58     | + 1'35.149 min.    | 10          | 10    |
| 6       | 3  | Daniel Ricciardo | Red Bull-Renault     | 57     | + 1 Volta          | 6           | 8     |
| 7       | 27 | Nico Hülkenberg  | Force India-Mercedes | 57     | + 1 Volta          | 13          | 6     |
| 8       | 9  | Marcus Ericsson  | Sauber-Ferrari       | 57     | + 1 Volta          | 15          | 4     |
| 9       | 55 | Carlos Sainz Jr. | Toro Rosso-Renault   | 57     | + 1 Volta          | 7           | 2     |
| 10      | 11 | Sergio Pérez     | Force India-Mercedes | 57     | + 1 Volta          | 14          | 1     |
| 11      | 22 | Jenson Button    | McLaren-Honda        | 56     | + 2 Voltes         | 16          |       |
| Ret     | 7  | Kimi Räikkönen   | Ferrari              | 40     | Rodes              | 5           |       |
| Ret     | 33 | Max Verstappen   | Toro Rosso-Renault   | 32     | Motor              | 11          |       |
| Ret     | 8  | Romain Grosjean  | Lotus-Mercedes       | 1      | Pèrdua de potència | 8           |       |
| Ret     | 13 | Pastor Maldonado | Lotus-Mercedes       | 0      | Accident           | 9           |       |
| NVS     | 26 | Daniïl Kviat     | Red Bull-Renault     | 0      | Caixa de canvi     | —1          |       |
| NVS     | 20 | Kevin Magnussen  | McLaren-Honda        | 0      | Motor              | —1          |       |
| NVS     | 77 | Valtteri Bottas  | Williams-Mercedes    | 0      | No va disputar     | —2          |       |
| Source: |    |                  |                      |        |                    |             |       |

Notes:
- ^1  – Kviat i Magnussen van sortir des del pit lane.[4]
- ^2  – Valtteri Bottas no va sortir per precaució per les ferides sofertes durant un accident a la qualificació[5] Kevin Magnussen i Daniïl Kviat van patir problemes de motor que no els van permetre sortir a disputar el GP.